# Habitatge a la plaça de l'Església, 4 (Constantí)
L'Habitatge a la plaça de l'Església, 4 és una obra de Constantí (Tarragonès) protegida com a Bé Cultural d'Interès Local.

## Descripció
Es tracta d'un habitatge de planta baixa, pis i golfes. A la planta baixa hi ha la porta d'accés d'arc de mig punt emmarcat en pedra i grans finestres a banda i banda. A la primera planta hi ha balcons emmarcats per pilastres i coronats per un petit frontó amb decoració vegetal. A les golfes hi ha petites finestres. L'edifici està coronat amb una cornisa i coberta plana.

## Història
A partir de la llei reguladora de l'associacionisme agrari de 1906 es construí el Sindicat Agrícola i Caixa Rural l'any 1914, que tenia la seu al carrer Major, 18 amb la participació de 87 socis fundadors que avalaren, amb el seu patrimoni, el sindicat agrícola reformista. El sindicat assumí una tasca cultural, amb obres musicals i representacions dramàtiques.